# Inschawino
Inschawino (russisch Инжа́вино) ist eine Siedlung städtischen Typs in der Oblast Tambow in Russland mit 9592 Einwohnern (Stand 14. Oktober 2010).

## Geographie
Der Ort liegt knapp 90 km Luftlinie südöstlich des Oblastverwaltungszentrums Tambow. Er befindet sich unweit des rechten Ufers des Chopjor-Nebenflusses Worona.
Inschawino ist Verwaltungszentrum des Rajons Inschawinski sowie Sitz der Stadtgemeinde (gorodskoje posselenije) Inschawinski possowet, zu der außerdem die Dörfer Appolonowka (8 km westlich), Karandejewka (6 km südwestlich), Katino (9 km westnordwestlich), Kischkino (8 km westnordwestlich), Kislowka und Lopatino (beide etwa 8 km nordwestlich) gehören.

## Geschichte
Der Ort wurde im ersten Jahrzehnt des 18. Jahrhunderts gegründet und 1719 erstmals erwähnt.
1928 wurde Inschawino Verwaltungssitz des neu geschaffenen, nach ihm benannten Rajons. 1960 erhielt es Status einer Siedlung städtischen Typs.

### Bevölkerungsentwicklung
| Jahr | Einwohner |
| ---- | --------- |
| 1939 | 4.179     |
| 1959 | 4.780     |
| 1970 | 9.827     |
| 1979 | 11.025    |
| 1989 | 12.627    |
| 2002 | 10.588    |
| 2010 | 9.592     |

Anmerkung: Volkszählungsdaten

## Verkehr
Inschawino ist Endpunkt einer 41 km langen, 1899 eröffneten Eisenbahnstrecke, die bei der nördlich gelegenen Station Inokowka von der Strecke Mitschurinsk – Tambow – Saratow abzweigt. Durch die Siedlung führt eine von Norden entlang der Bahnstrecke kommende Regionalstraße, die westlich von Kirsanow von der föderalen Fernstraße R208 Tambow – Pensa abzweigt; von Inschawino führt sie in südlicher Richtung weiter nach Uwarowo.